# 遠藤あゆみ
遠藤 あゆみ（えんどう あゆみ、1975年10月9日- ）は、日本の女優・レポーター。東京都出身で、1990年頃にデビューした。2006年に元サッカー選手である田坂和昭と結婚している。

## 出演作品

### 特撮
- 超光戦士シャンゼリオン（1996年） - 小夜子/ザファイヤ

### テレビ番組
- 裏ドラ - レポーター
- ビジネス・リサーチ - レポーター
- ドライブ A Go! Go!
- 「SAMURAI TV」" 生でGONG! GONG!
- トゥナイト2 - レポーター

### テレビドラマ
- 夏!デパート物語（1995年） - 池田美帆
- たたかうお嫁さま（1995年）

### 映画
- バックステージ（2001年8月18日） - レポーター
- IZO（2004年8月21日）

### CM
- NTT西日本　ISDNはじめちゃん
- JR東日本　イバラッキー
- シャープ　コミュニケーション・パル
- 花王　爽快バブシャワー

### オリジナルビデオ
- 修羅の蛮王（2001年、東映Vシネマ） - 橘良子

### 雑誌
- リイド社「アクトレス」遠藤あゆみの撮影現場訪問隊 - 連載

### ラジオ
- TBSラジオ「プロレスの勝ち」 - レギュラー